# José Guadalupe Posada
José Guadalupe Posada (Aguascalientes, 2 de febrer de 1852 - Ciutat de Mèxic, 20 de gener de 1913) va ser un gravador, il·lustrador i caricaturista Mexicà conegut pels seus dibuixos d'escenes costumistes, folklòriques, de crítica soci-política i per les seves il·lustracions de «calacas» o calaveres, entre elles La Catrina.

## Inicis
José Guadalupe Posada Aguilar va néixer el 2 de febrer de 1852, al barri del Encino de la ciutat d'Aguascalientes, fill de Germán Posada Serna i de Petra Aguilar Portillo. Després d'aprendre a llegir i escriure amb el seu germà José Cirilo, Posada va ingressar a l'Acadèmia Municipal de Dibuix de Aguascalientes. Posteriorment, en 1868, va entrar com a aprenent en el taller litogràfic de Trinidad Pedroza. Algunes de les seves primeres caricatures de crítica política van ser publicades en El Jicote, periòdic d'oposició al govern de Jesús Gómez Portugal. Va començar la seva carrera fent dibuixos, copiant imatges religioses i com a ajudant d'un taller de ceràmica.
En 1872, Posada i Pedroza decideixen instal·lar-se en León, Guanajuato, on tots dos es van dedicar a la litografia comercial. En León, Posada va obrir el seu propi taller i va treballar com a mestre de litografia a l'Escola d'Instrucció Secundària, així mateix, va realitzar litografies i gravats en fusta que il·lustraven paquets de cerillos, documents i llibres. En 1873 va tornar a Aguascalientes on va contreure matrimoni amb María de Jesús Vetlla en 1875. A l'any següent li va comprar la impremta a Trinidad Pedroza. De 1875 a 1888 va continuar col·laborant per a diversos periòdics de León, entre ells La Gacetilla, El Poble Caóticoa i L'Educació. Va aconseguir sobreviure a la forta inundació de León ocorreguda el 18 de juny de 1888, va publicar diverses litografies que representen la tragèdia en la qual es van trobar més de dos-cents cinquanta cadàvers i es van reportar més de mil quatre-centes persones desaparegudes. A la fi de 1888 es va traslladar a la Ciutat de Mèxic, on va aprendre l'ofici de tècniques de gravat en plom i zinc. Va col·laborar per al periòdic La Pàtria Il·lustrada i la Revista de Mèxic fins als primers mesos de 1890.
Va començar a treballar amb Antonio Vanegas Rierol, fins que va poder establir el seu propi taller litogràfic. A partir de llavors Posada va emprendre un treball que li va valer l'acceptació i admiració popular, pel seu sentit de l'humor, propensió al dramàtic i qualitat plàstica. En la seva obra, àmplia i variada, Posada va retratar les creences i formes de vida quotidiana dels grups populars, criticant els abusos del govern i l'explotació del poble. A més, va il·lustrar les famoses «calaveres», versos al·lusius a la mort que juntament amb les seves altres il·lustracions, es distribuïen en periòdics i fulles soltes. En 1893 va col·laborar de manera irregular per al periòdic Gil Blas el qual estava dirigit a la classe pobra del poble i de tint antiporfirista.
Malgrat la seva obra variada i popular el gravador no va ser tan reconegut com altres artistes contemporanis. Va ser fins a la seva mort que va començar la valoració de la seva estètica com a veritable art popular, i específicament gràcies al reconeixement de Diego Rivera, qui li va donar gran difusió a la seva obra.

## Estil

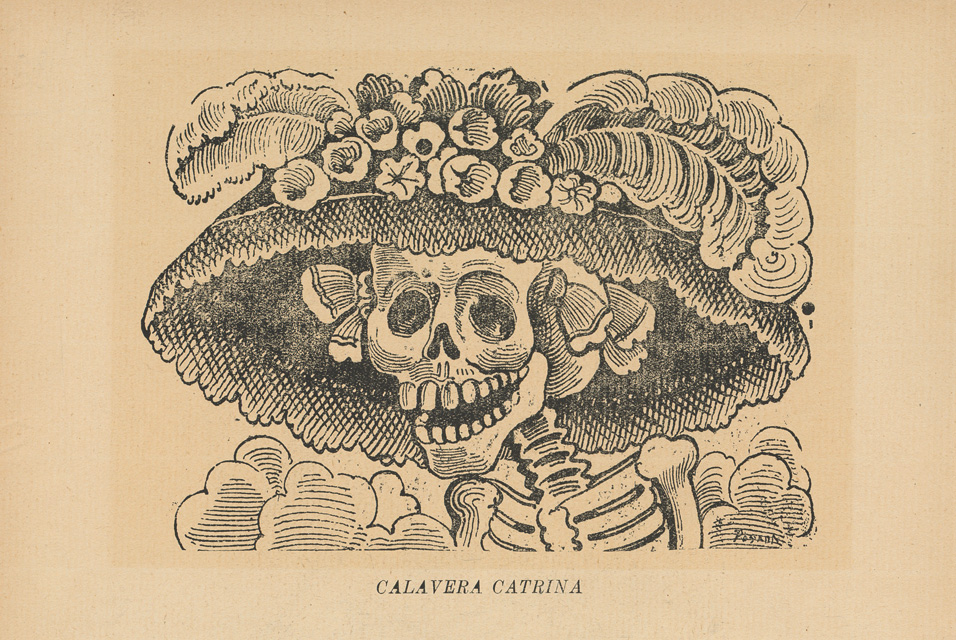
La Catrina originalment cridada La Calavera Garbancera.

Les crítiques imatges, evidència de la desigualtat i injustícia social existent en la societat porfiriana, qüestionaven la seva moralitat i el seu culte per la modernitat, encara que les seves crítiques no eren de fons, ja que cuidava la seva línia editorial. Va descriure amb originalitat l'esperit del poble mexicà des dels assumptes polítics, la vida quotidiana, el seu terror per la fi de segle i per la fi del món, a més dels desastres naturals, les creences religioses i la màgia. Pel seu estil i temàtica emprats, José Guadalupe Posada, és considerat un artista popular, provinent del poble, que va nodrir la seva obra de l'imaginari popular mexicà i a qui es va dirigir com a públic.
Va ser considerat per Diego Rivera com el prototip de l'artista del poble i el seu defensor més aguerrido, fins i tot es va proclamar com a fill de Posada i de la Catrina en el seu mural Somni d'una tarda de diumenge en l'Albereda. També és considerat precursor del moviment nacionalista mexicà d'arts plàstiques. Cèlebre pels seus dibuixos i gravats sobre la mort. Apassionat de dibuixar caricatura política. Va desenvolupar noves tècniques d'impressió. Va treballar i va fundar periòdics importants. Va consolidar la festa del dia dels morts, per les seves interpretacions de la vida quotidiana i actituds del mexicà per mitjà de calaveres actuant com a gent comuna.

## Il·lustrador de periòdics
Durant el seu treball com a il·lustrador de periòdics, José Guadalupe es va revelar aviat com un extraordinari dibuixant, moltes vegades contràries a les regles de la pintura acadèmica mexicana, vigent fins als primers anys del segle xx. No obstant això, les seves millors habilitats estaven en el gravat i sobretot, en una nova tècnica més basta i vigorosa: la litografia. Posada va ser un excel·lent gravador en metall,
Va realitzar il·lustracions i caricatura política en diverses impremtes i alguns periòdics. En la seva fructífera vida creadora va ser perseguit i atacat, a causa que sempre va emfatitzar la seva temàtica fent crítica i denúncia d'atrocitats i injustícies comeses pels règims que governaven el país.
Posada és un artista present en la vida quotidiana de la societat. En la seva obra rescata episodis històrics nacionals rellevants i descriu la societat mexicana en temps de guerra. El seu treball es va propagar ràpidament a través de fulls volants, multicolors, simples papers capaços de ser arrossegats pel vent, però presents en la vida quotidiana.
En La Pàtria Il·lustrada el litógrafo desenvolupa una obra costumista, és a dir, dirigida a la elite, però que s'inscriu dins de la tradició de la gràfica liberal, nacionalista i progressista. En les il·lustracions que va realitzar per a les impremtes de Vanegas Rierol i Muntanyes d'Oca, va conservar l'enfocament liberal i costumista però fa una gràfica de caràcter netament cultural. En el Gil Blas Còmic i El Popular, l'artista realitza caricatures que critiquen abusos i incoherències del règim porfirista.

## La cua de Posada.

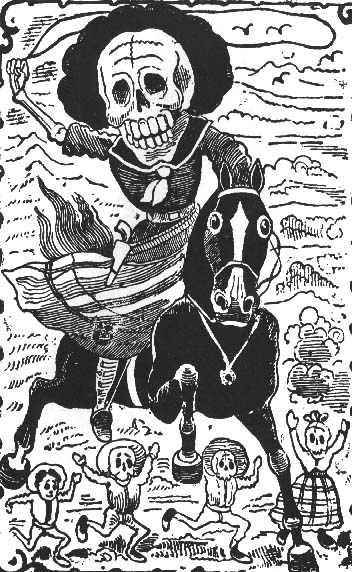
La Adelita

Des de l'esclat de la Revolució mexicana de 1910 fins a la seva mort l'any de 1913, el mestre Posada va treballar incansablement en la premsa dirigida als treballadors. Els seus primers treballs realitzats en tallers i impremtes petites, li van brindar la possibilitat de desenvolupar la seva destresa artística com a dibuixant, gravador i litógrafo; per aquests temps, va realitzar algunes il·lustracions satíriques que van aparèixer en la revista El Jicote. Va ser crític del govern de Francisco I. Madero i de les campanyes realitzades per Emiliano Zapata.
Va il·lustrar correguts, històries de crims i passions, d'apareguts i miracles. Va retratar i va caricaturitzar a tota mena de personatges: revolucionaris, polítics, afusellats, borratxos, peladitos, bandolers, catrines, dames elegants, charros, toreros i obrers. A més va il·lustrar les famoses "calaveres" (versos amb al·lusió a la mort que s'il·lustraven amb esquelets vius personificats) gènere que Posada va desenvolupar de manera extraordinària. Va revestir a l'esquelet en la calavera: essència dels pesessis i alegries del poble.
Gran dibuixant, treballador incansable i un gran tècnic del gravat, Posada va morir tan pobra com havia nascut, el 20 de gener de 1913 en la Ciutat de Mèxic.

## Les calaveres
Les calaveres de Posada són en la majoria dels casos associades amb el Dia de Morts, ja que va interpretar la vida i les actituds socials del poble mexicà, representats en els seus gravats amb calaveres vestides de gala, calaveres en festa de barris, en carrers urbans, a les cases dels rics. Va dibuixar calaveres muntades a cavalls, en bicicletes, amb les quals assenyalava les xacres, la misèria i els errors polítics del país. És el cas original de la Catrina o La Calavera garbancera, represa anys després per Diego Rivera, el gravat que representa una burla dels indígenes enriquits durant el Porfiriato que menyspreaven els seus orígens i costums, copiant modes europees.
En El laberint de la Soledad Octavio Paz esmenta: “La mort és un mirall que reflecteix les vanas gesticulacions de la vida (…) Una societat que nega la mort, nega també la vida". Aquesta és una visió de la mort compatible amb els gravats de calaveres de Posada, perquè s'hi representa una perspectiva del mexicà que no temia a la mort sinó a l'angoixa de la vida, perquè en ella l'home és presa fàcil de asechanzas i sofriments.
Les calaveres van ser una fusió de visions precolombines, colonials i populars, que més que plasmar un sentiment solemne i dramàtic, eren una il·lustració jocosa, divertida i plena de vitalitat. La diferència de la representació de la mort en els gravats de Posada, és que sembla gaudir la quotidianitat sense espantar a ningú, la qual cosa transcendeix el primer i dos de novembre. Les seves calaveres formen part d'una expressió de l'art popular, són una creació en la qual es perd el nom de l'autor i de l'època, queden plasmades en la història.

## Influència
L'obra de Posada va influir en artistes posteriors com José Clemente Orozco, Diego Rivera, Francisco Díaz de León i Leopoldo Méndez, entre d'altres.

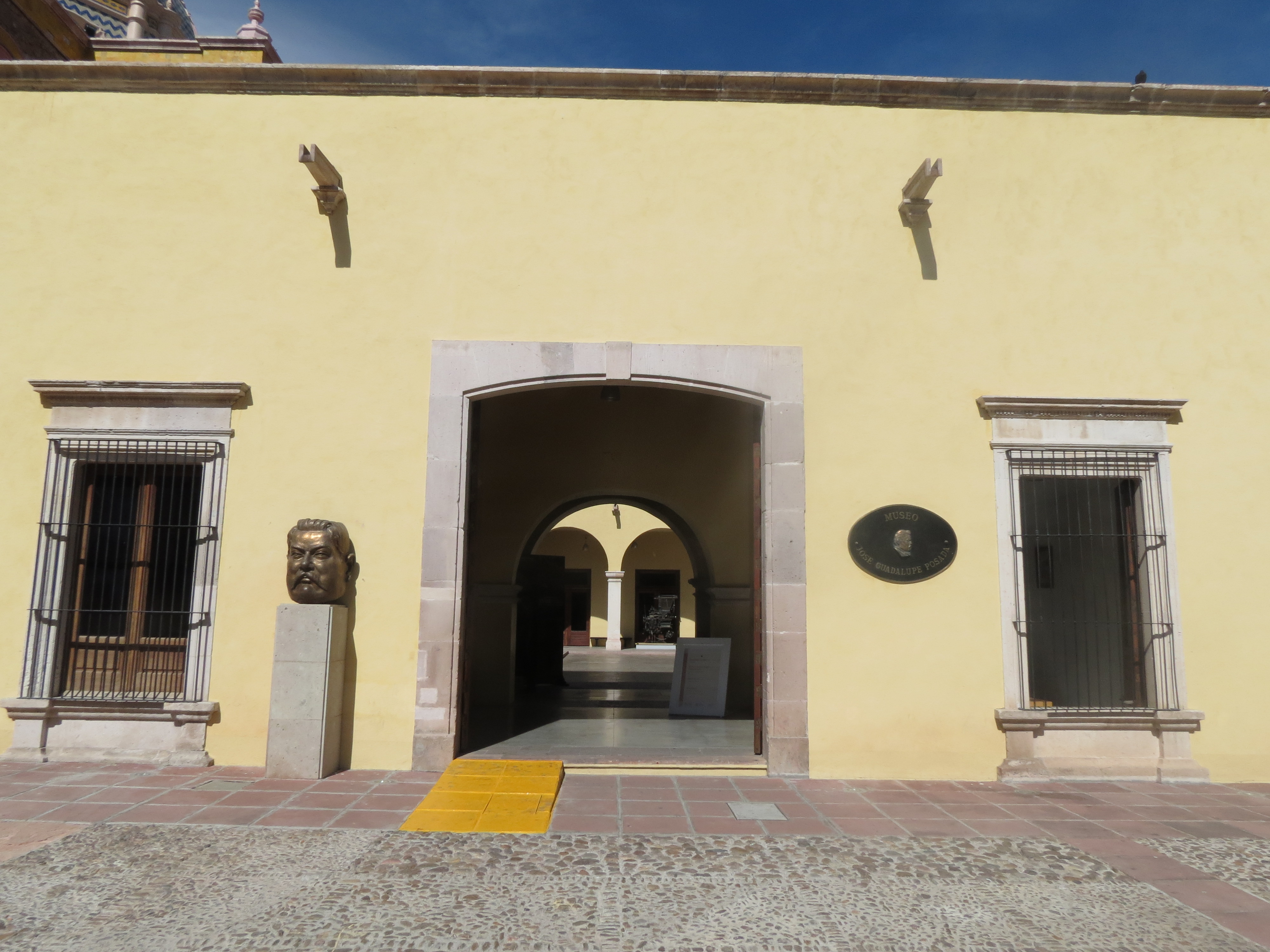
Entrada del Museu José Guadalupe Posada en Aguascalientes, Ags.

Les seves obres les conserven, entre altres institucions, l'Institut Nacional de Belles arts, el Museu José Guadalupe Posada en Aguascalientes i en el Museu d'Arts Gràfiques en Saltillo, Coahuila, a més de col·leccions particulars.
Posada tenia una producció molt àmplia de dibuixos, cartells i gravats que es distribuïen en totes les regions de la república, sumant si més no cinc milions d'exemplars.
Posada continua sent una representació permanent en la vida i cultura mexicana. El seu art tan quotidià, en ser descobert per crítics i col·legues, va depassar les nostres fronteres i és considerat a l'altura d'artistes com Goya, Picasso o els muralistes mexicans.
La recuperació de la iconografia de Posada no es va esgotar juntament amb la generació d'artistes posrevolucionarios, més aviat es va transformar en una font d'inspiració constant per a les següents generacions, multiplicant-se i diversificant-se segons les particulars formes d'interpretar els missatges transmesos pel seu treball.
La vigència de l'obra de José Guadalupe Posada s'identifica amb claredat en una sèrie de creacions assolides en les dècades recents, a partir de diversos mitjans i tècniques. Posada més enllà de la seva mort, i dels seus morts, viu i és una important presència i expressió cultural de l'art mexicà.